# 心臟星雲
心臟星雲，或稱為心狀星雲（英語：Heart Nebula），即 IC 1805、Sh2-190，是一個距離地球約7500光年，位於銀河系英仙臂的星雲，在天球上位於仙后座。這個發射星雲內有熾熱的氣體和黑暗的塵埃帶。該星雲是由氫離子和自由電子為主的電漿組成。

## 概要
心臟星雲最明亮的部分（右方區域）另外編號為 NGC 896，因為該區域是心臟星雲最早被觀測到的部分。
心臟星雲的艷紅色和它的形狀是由星雲中心附近一小群恆星發射出的輻射而形成。這個被稱為 Melotte 15 的疏散星團包含了數顆質量接近太陽50倍的高光度恆星，而大多較暗恆星質量則低於太陽。該星團曾經有一個微類星體，但在100萬年前離開了該區域。

## 圖集

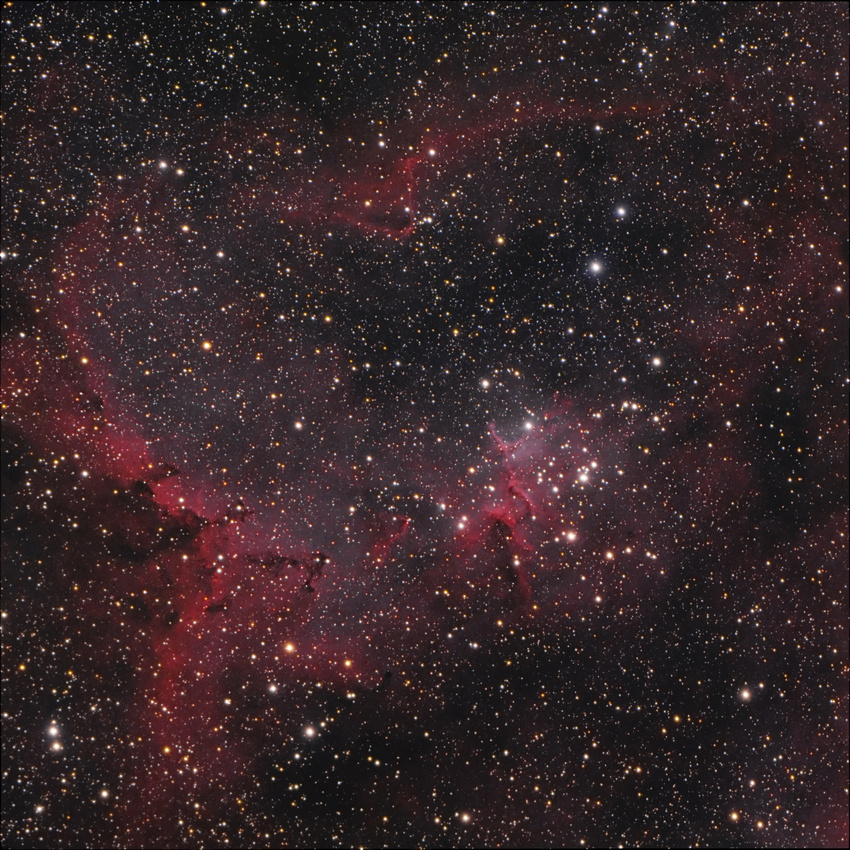
心臟星雲中心附近的疏散星團 Melotte 15。
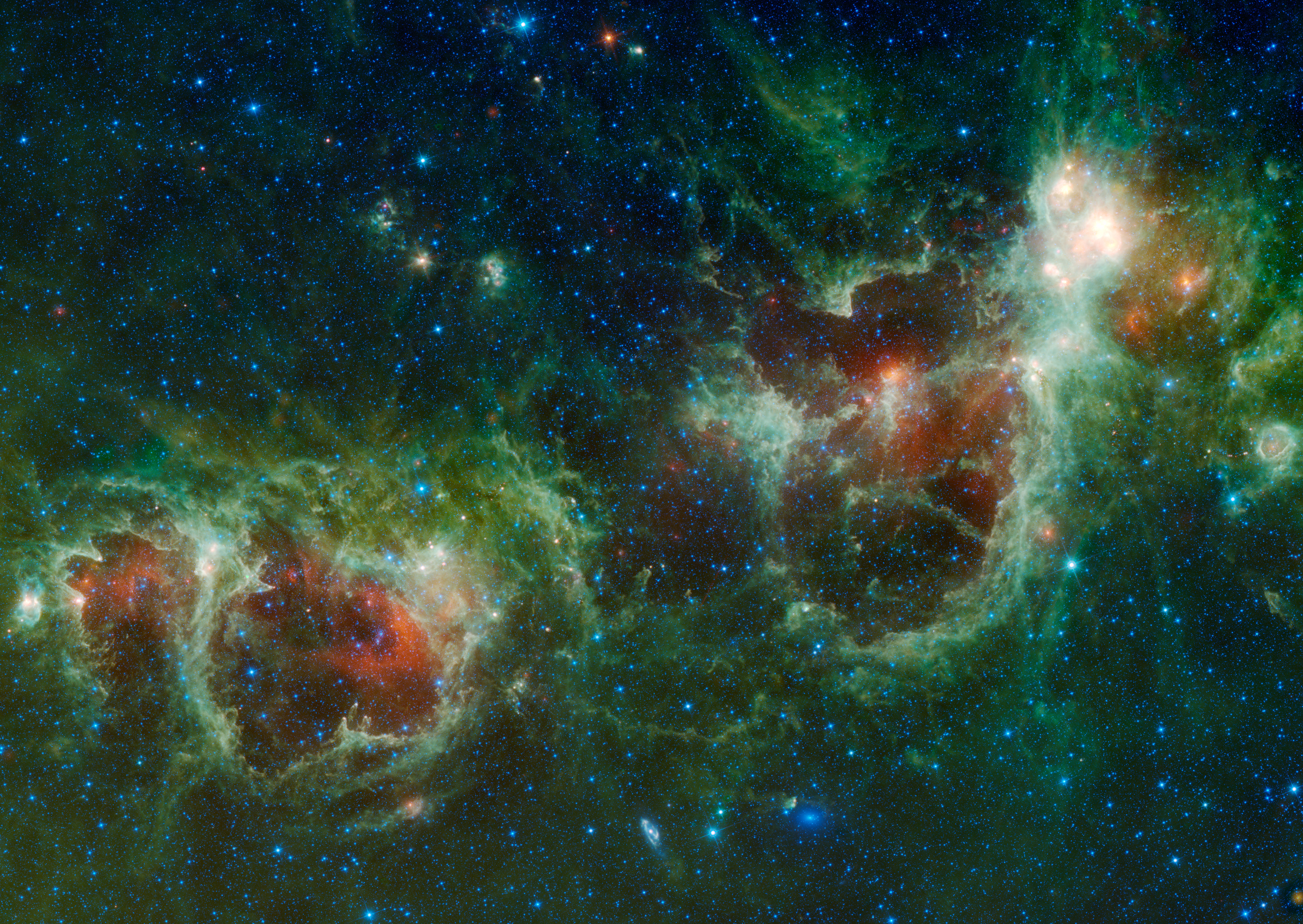
NASA 的廣域紅外線巡天探測衛星拍攝的心臟星雲和靈魂星雲紅外線拼接影像。

## 外部連結
- Heart Nebula at Atlas of the Universe （页面存档备份，存于）
- Heart Nebula at APOD （页面存档备份，存于）